# Santa Maria in Traspontina
Santa Maria in Traspontina ou Igreja de Santa Maria em Traspontina é uma igreja titular carmelita em Roma, Itália, localizada na Via della Conciliazione, a rua principal do rione Borgo.
O atual cardeal-presbítero do título de Santa Maria na Traspontina é o arcebispo de Quebec Marc Ouellet.

## História
O papa Alexandre VI mandou demolir uma antiga pirâmide romana que ficava no local da presente igreja — a Meta Romuli, que se acreditava, na Idade Média, ser o túmulo de Rômulo e retratado na Porta do Filarete da Basílica de São Pedro e no "Tríptico Stefaneschi" de Giotto, na Pinacoteca Vaticana — para a construção da primeira igreja. Esta, por sua vez, foi demolida no pontificado de Pio IV (r. 1559–1565) para limpar a linha de tiro dos canhões do Castel Sant'Angelo.
Projetos de Giovanni Sallustio Peruzzi (com contribuições de Ottaviano Nonni e Francesco Peparelli) para uma nova igreja já existiam em 1566, apesar da insistência dos oficiais da artilharia papal de que sua cúpula deveria ser tão baixa quanto possível para permitir que os canhões do castelo praticassem atirando no monte Janículo, atrás da igreja. Por causa disso, a cúpula da nova igreja foi construída sem um tambor de suporte, uma característica única entre todas as igrejas de Roma.
Ela tinha quatro capelas de cada lado da nave. A primeira da direita (sul) é dedicada a Santa Bárbara (padroeira dos artilheiros) e abriga uma peça-de-altar de Cavalier d'Arpino, "Santa Bárbara" (1597), e afrescos da vida da santa (1610-20) de Cesare Rossetti. Na segunda está um "Êxtase de São Canuto" (1686), de Daniele Seyter, com luneta e o teto decorados com afrescos de Alessandro Francesi. Na quarta estão "Madona com São João Evangelista" (1587), de Cesare Conti, e afrescos da "Paixão" (1649), de Bernardino Gagliardi. A quinta é dedicada a Santo Alberto e abriga afrescos da história do santo de Niccolò Circignani (Il Pomarancio). À direita do cruzeiro está uma "Aparição da Trindade e Três Santos" (1639), de Giovanni Domenico Cerrini.
O altar-mor (1674) foi projetado por Carlo Fontana e ostenta um ícone medieval. As estátuas (1695) à volta são de Alessandro Rondoni, Giacomo Antonio Lavaggi, Vincenzo Felici e Michel Maille.
O coro (1760) é de Angelo Papi e o teto do braço esquerdo do transepto foi pintado em afresco por Biagio Puccini. A quinta capela do lado esquerdo (norte) abriga uma peça-de-altar de Giovanni Battista Ricci chamada "Pregação de Santo Ângelo Mártir" (1612) e histórias da vida do santo. Na quarta capela está uma pintura do "Êxtase de Santa Teresa" (1698), de Antonio Gherardi, e, na terceira, "Flagelação dos Santos Pedro e Paulo", de Ricci. Na segunda está "Santo Elias com Santo Antônio Abade e o Beato Franco da Siena", de Giacinto Calandrucci.

## Oratorio della Dottrina Cristiana
Do lado direito da fachada, na esquina com o Vicolo del Campanile, está o Oratorio della Dottrina Cristiana.

## Galeria

Imagens da igreja
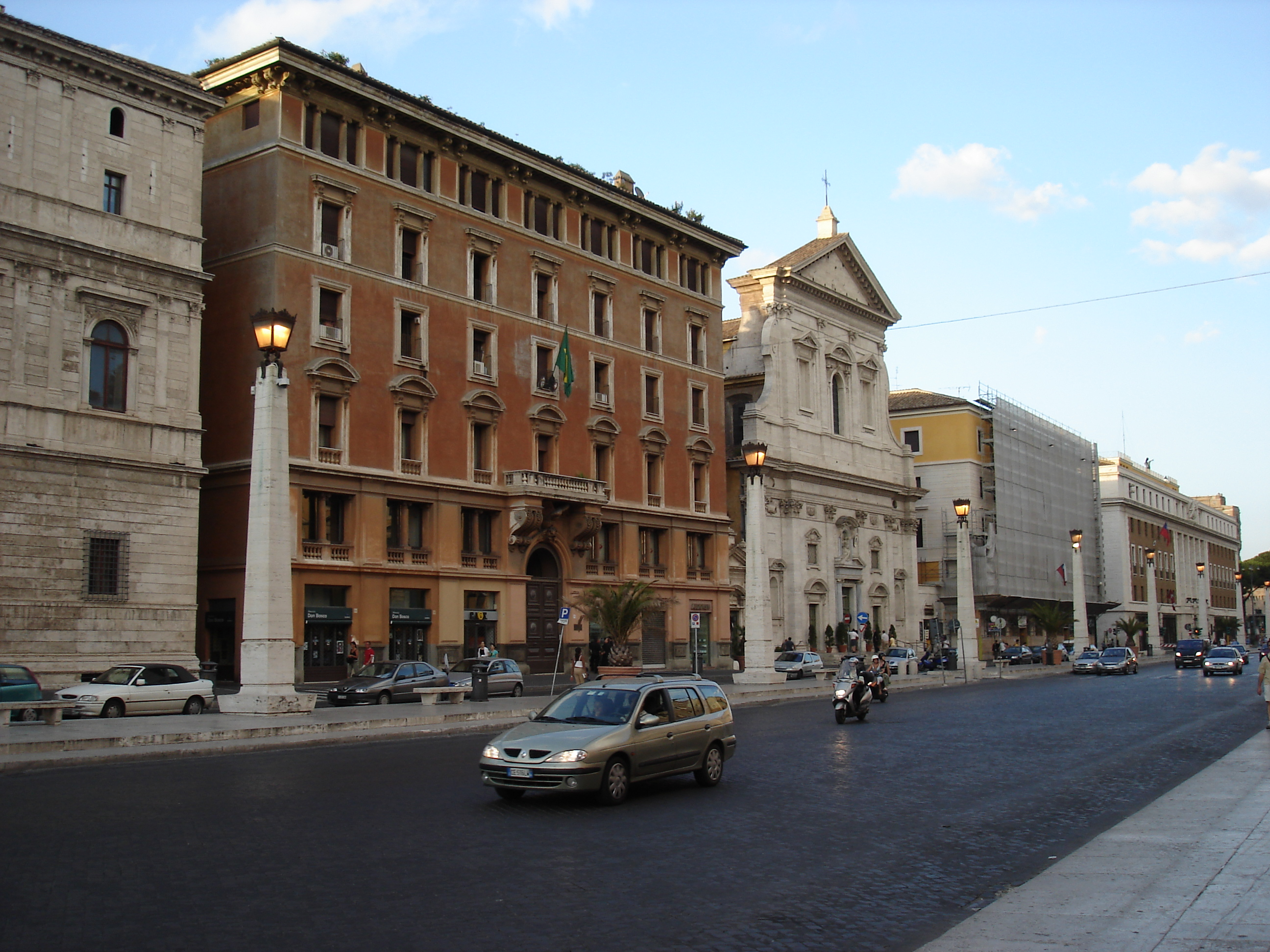
Vista da igreja. O palácio ao lado, chamado Palazzo Latmiral, é a sede da embaixada brasileira à Santa Sé.
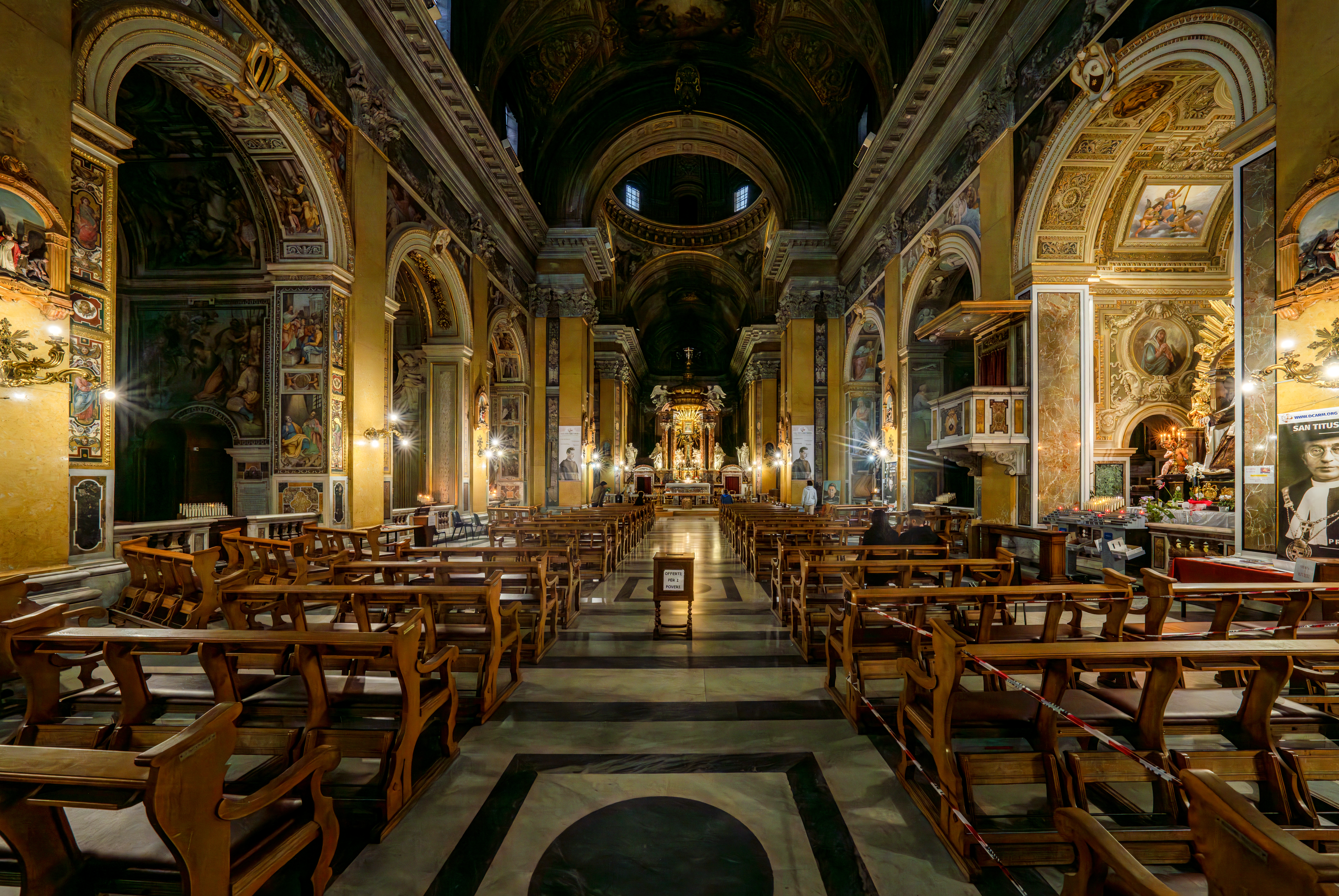
Vista do interior e do altar-mor
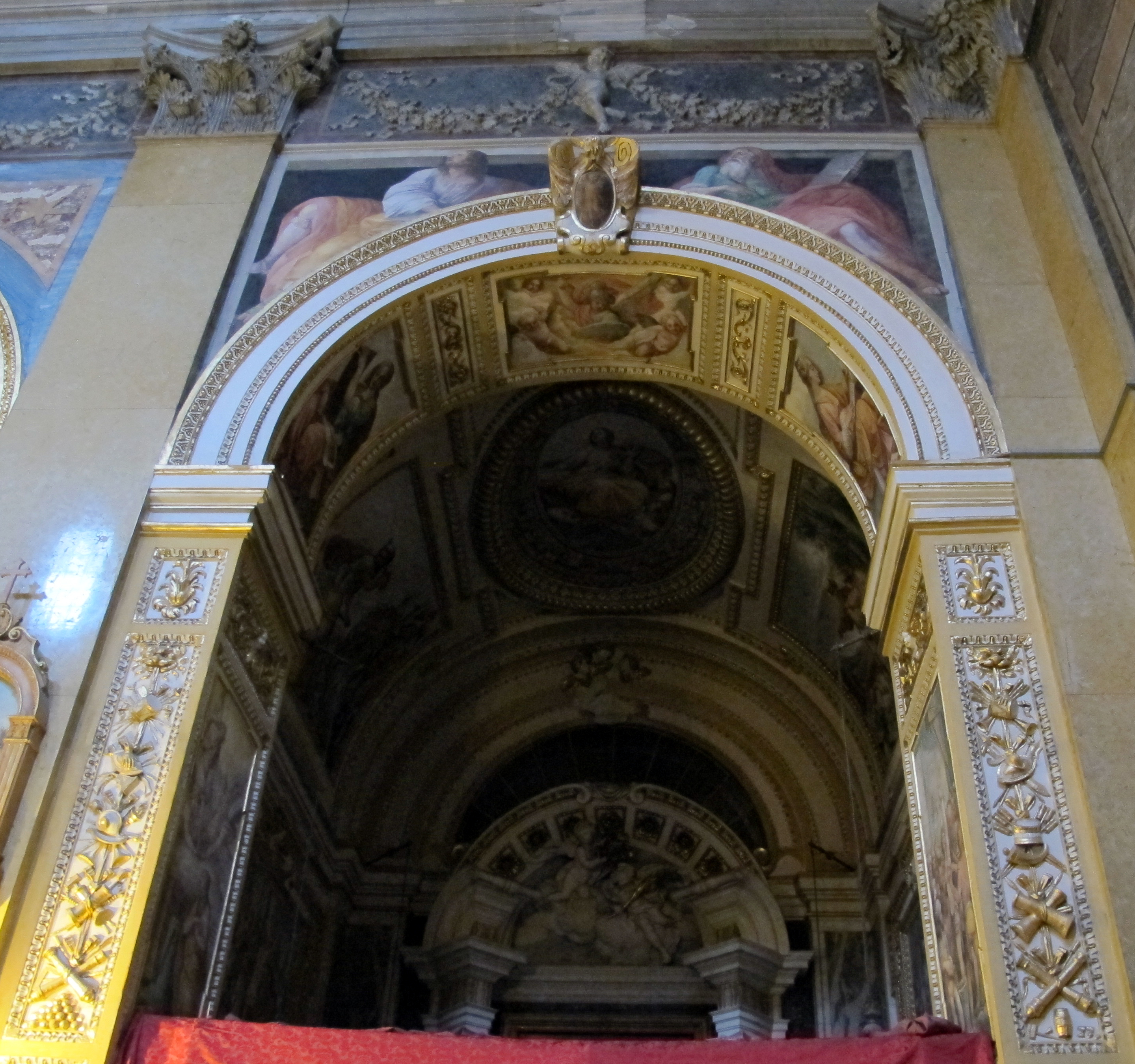
Capella dei Bombardieri
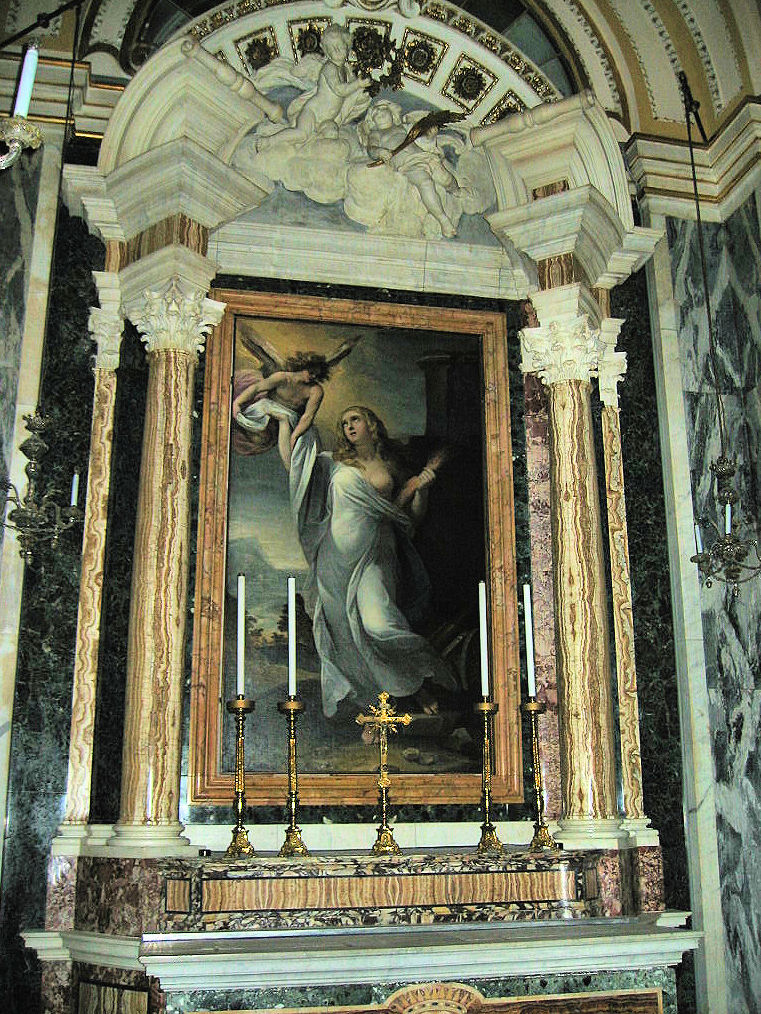
Capela de Santa Bárbara